# Bohuslav Kučera
Bohuslav Kučera (26. března 1923 Lomnice nad Popelkou – 11. března 2006 Praha) byl český a československý politik Československé strany socialistické, poúnorový poslanec Národního shromáždění ČSSR, poslanec Sněmovny lidu Federálního shromáždění za normalizace a ministr vlád Československa. V letech 1968–1989 předseda Československé strany socialistické. Během počátečních týdnů sametové revoluce podpořil hnutí proti totalitě.

## Biografie
Politickou kariéru zahájil již po únoru 1948. V letech 1950–1954 byl tajemníkem poslaneckého klubu ČSS v Národním shromáždění. Publikoval historiografické a politologické studie, v nichž mimo jiné kritizoval roli předúnorové národně socialistické strany. V roce 1960 se stal ústředním tajemníkem ČSS, když v této funkci vystřídal Miroslava Klingera, který byl odstaven z funkcí na nátlak KSČ.
Ve volbách roku 1960 byl zvolen za ČSS do Národního shromáždění ČSSR za Středočeský kraj. Podílel se na přípravě nové ústavy ČSSR z roku 1960. Mandát získal i ve volbách v roce 1964. V Národním shromáždění zasedal až do konce volebního období parlamentu v roce 1968.
Jeho kariéra pak dále pokročila během pražského jara roku 1968. 23. března 1968 totiž z funkce předsedy Československé strany socialistické odstoupil coby představitel protireformního starého vedení Alois Neuman (zůstal čestným předsedou) a novým předsedou strany byl 6. dubna 1968 zvolen Bohuslav Kučera. Neumana Kučera nahradil i na postu ministra spravedlnosti v první vládě Oldřicha Černíka. V následující druhé vládě Oldřicha Černíka, třetí vládě Oldřicha Černíka a první vládě Lubomíra Štrougala v letech 1969-1971 pak zastával post ministra bez portfeje.
Po invazi vojsk Varšavské smlouvy do Československa ve dnech 23. - 26. srpna 1968 odjel do Moskvy coby reprezentant Ústředního výboru Národní fronty jako součást delegace prezidenta Ludvíka Svobody, který se podílel na jednáních za účasti sovětských politiků i československých politiků unesených předtím sovětskými jednotkami do Moskvy. Při samotném jednání o takzvaném moskevském protokolu, legalizujícím „dočasný pobyt“ sovětských vojsk na území ČSSR, ale Kučera přítomen nebyl. V té době již měl pověst konzervativního protireformního politika a Vladimír Šolc, jeden z politiků předúnorové národně socialistické strany, který se během pražského jara zapojil do činnosti ČSS, dokonce neúspěšně navrhoval, aby byl Kučera před odjezdem do Moskvy zbaven funkce předsedy.
Během nastupující normalizace se Kučera udržel na politických postech. Kromě výše uvedených ministerských křesel v letech 1968-1971 zůstal předsedou ČSS. Postupně eliminoval proreformní rétoriku z dob pražského jara a v červnu 1969 definoval pět zásad Československé strany socialistické následovně: socialismus, jehož „nejvlastnější hodnotou je demokracie a humanismus“, Národní fronta, vedoucí úloha KSČ, odmítání „překonaných liberalistických představ“ a návratu k předúnorovým poměrům a spojenectví se Sovětským svazem.
Po federalizaci Československa usedl Kučera roku 1969 do Sněmovny lidu Federálního shromáždění (volební obvod Mělník). Mandát znovu získal také ve volbách roku 1971 (Středočeský kraj), volbách roku 1976 (Mělník), volbách roku 1981 (Mělník) a volbách roku 1986 (Mělník).
Ještě v březnu 1989 všichni poslanci ČSS včetně Kučery ve Federálním shromáždění hlasovali pro takzvaný pendrekový zákon, který zpřísňoval tresty za protistátní činy. Teprve od srpna 1989 začal ve straně stále vedené Kučerou jistý pohyb a úvahy o ústavních reformách. Během sametové revoluce v roce 1989 se Kučera stal v počáteční fázi prostředníkem k jednání mezi komunistickým režimem a nastupujícím hnutím proti totalitě. Klíčový pro průběh revoluce byl jeho souhlas s tím umožnit předákům Občanského fóra využívat balkón a přilehlé prostory objektu nakladatelství Melantrich na Václavském náměstí v Praze pro pořádání demonstrací. Od prosince 1989 do ledna 1990 zároveň Kučera působil jako předseda Národní fronty.
V parlamentu zasedal až do prvních svobodných voleb (Volby do Sněmovny lidu Federálního shromáždění 1990). Vzhledem k jeho postojům během listopadu 1989 si svůj mandát udržel a netýkaly se ho takzvané kooptace do Federálního shromáždění. Po sametové revoluci hrál v prvních měsících roku 1990 v parlamentu významnou roli a vystupoval k četným zásadním zákonným předlohám. V nejvyšších zákonodárných sborech Československa zasedal nepřetržitě 30 let. Z funkce předsedy strany ovšem odstoupil počátkem ledna 1990.
Zemřel roku 2006 v Praze. Pohřben byl na Hostivařském hřbitově.